# Condylostylus tumantumari
Condylostylus tumantumari är en tvåvingeart som beskrevs av Charles Howard Curran 1925. Condylostylus tumantumari ingår i släktet Condylostylus och familjen styltflugor.
Artens utbredningsområde är Guyana. Inga underarter finns listade i Catalogue of Life.